# Sajóivánka
Sajóivánka község Borsod-Abaúj-Zemplén vármegyében, a Kazincbarcikai járásban.

## Fekvése
Kazincbarcikától 5, Miskolctól 27 kilométer távolságra fekszik, a Sajó völgyében. A környező települések: észak felől Sajókaza, kelet felől Kazincbarcika, délnyugat felől Nagybarca, nyugat felől pedig Vadna.

### Megközelítése
Legfontosabb közúti megközelítési útvonala a 26-os főút, mely a belterületének északi szélétől nem messze halad el, kelet-nyugati irányban; főutcája a 25 128-as számú mellékút. Sajókazával és azon keresztül Aggtelek térségéével a 2603-as út köti össze.
A falu közigazgatási területét érinti a Miskolc–Bánréve–Ózd-vasútvonal is, itt (Harnóczpuszta településrészen) helyezkedik el Sajókaza megállóhely, melynek közúti megközelítését a 26-os útból, annak 26+150-es kilométerszelvényénél észak felé kiágazó 26 303-as út biztosítja.

## Története
A község nevével írásban először a Váradi regestrumban találkozhatunk 1222-ben. Ekkor Jovan alakban jegyezték fel a nevét, ami későbbi forrásokban Ivány, Iwan és Iwany formában is előfordult. A 13. századtól a 18. századig több birtokosa is volt, többek között a Putnoki és a Lorántffy családok is birtokolták. A török uralom idején rövid időre elnéptelenedett a falu, de idővel újra benépesült. Az 1700-as évek közepétől a Radvánszky család lett a birtokosa. A reformáció hamar elterjedt ezen a vidéken.

## Közélete

### Polgármesterei
- 1990–1994: Szabon Gáborné (független)[4]
- 1994–1998: Gáspár János (független)[5]
- 1998–2002: Gáspár János (független)[6]
- 2002–2006: Geleta Zoltán (független)[7]
- 2006–2010: Geleta Zoltán (független)[8]
- 2010–2014: Seszták Ottó (független)[9]
- 2014–2019: Seszták Ottó (független)[10]
- 2019–2024: Seszták Ottó (független)[11]
- 2024– : Seszták Ottó (független)[1]

A településen a 2024. június 9-i önkormányzati választás után, a polgármester-választás tekintetében nem lehetett eredményt hirdetni, mert szavazategyenlőség alakult ki a hivatalban lévő faluvezető, Seszták Ottó és egyik független kihívója, Mándoki Angelika között. Az emiatt szükségessé vált időközi választást 2024. szeptember 22-én tartották meg, valamivel magasabb részvétel mellett, ami Seszták Ottónak kedvezett.

## Népesség
A település népességének változása:
| Lakosok száma | 610  | 603  | 603  | 584  | 596  | 608  | 584  |
|               | 2013 | 2014 | 2015 | 2021 | 2022 | 2023 | 2024 |

2001-ben a település lakosságának 96%-a magyar, 4%-a cigány nemzetiségűnek vallotta magát.
A 2011-es népszámlálás során a lakosok 90,8%-a magyarnak, 7,8% cigánynak, 0,2% németnek, 0,2% románnak mondta magát (9,2% nem nyilatkozott; a kettős identitások miatt a végösszeg nagyobb lehet 100%-nál). A vallási megoszlás a következő volt: római katolikus 23,5%, református 32,5%, görögkatolikus 4,2%, felekezeten kívüli 13,9% (25,8% nem válaszolt).
2022-ben a lakosság 92,1%-a vallotta magát magyarnak, 1,3% cigánynak, 0,5% németnek, 0,2% szlováknak, 3,5% egyéb, nem hazai nemzetiségűnek (7,9% nem nyilatkozott; a kettős identitások miatt a végösszeg nagyobb lehet 100%-nál). Vallásuk szerint 22,1% volt római katolikus, 25,7% református, 3,4% görög katolikus, 0,7% evangélikus, 11,4% felekezeten kívüli (36,6% nem válaszolt).

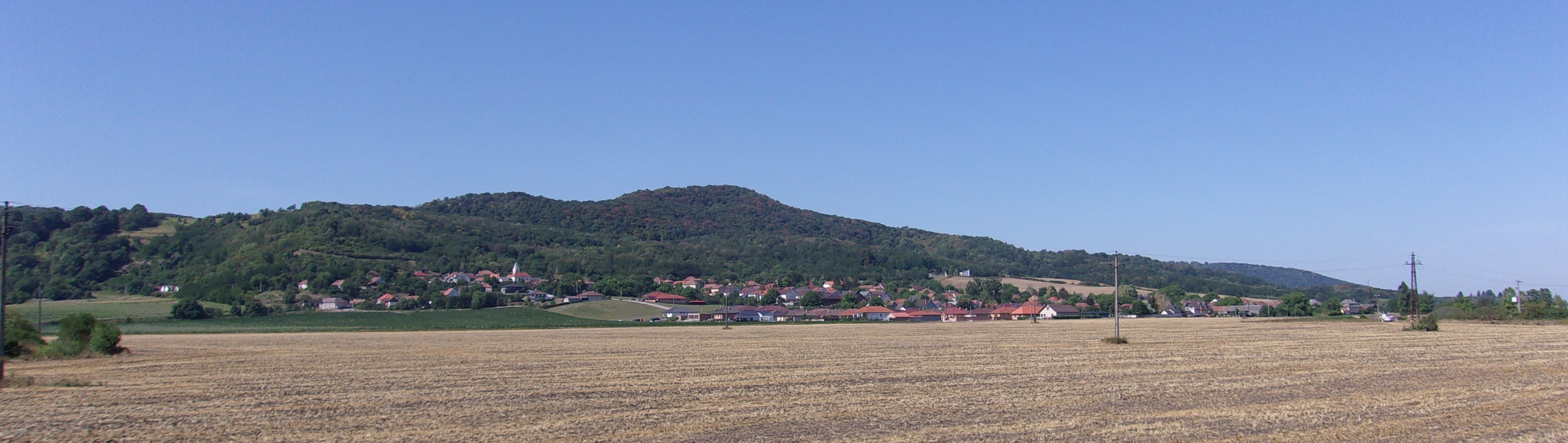
Sajóivánka panorámája a 26-os főútról nézve (2022)

## Nevezetességei
- Református templom. 1824-ben épült a mai templom, a tornya 1924-ben.